# Mirafra cantillans
A Mirafra cantillans a verébalakúak (Passeriformes) rendjébe, ezen belül a pacsirtafélék (Alaudidae) családjába és a Mirafra nembe tartozó faj.

## Rendszerezése
A fajt Edward Blyth angol zoológus írta le 1845-ben.

## Alfajai
- M. c. chadensis (Alexander, 1908) - A Szubszaharai Afrika északi részén, Szegáltól Eritrea nyugati részéig;
- M. c. marginata (Hawker, 1898) - dél-Eritrea, északkelet-Etiópia, északnyugat- és dél-Szomália, Dél-Szudán, északkelet-Uganda, közép- és dél-Kenya, északkelet-Tanzánia;
- M. c. simplex (Heuglin, 1868) - délnyugat-Szaúd-Arábia, Jemen, nyugat-Omán.
- M. c. cantillans (Blyth, 1845) - észak- és dél-Pakisztán, India, nyugat-Nepál, délkelet-Banglades.

## Előfordulása
Szubszaharai Afrika északi részétől a Közel-Keleten keresztül Dél-Ázsiáig honos. 

## Megjelenése
Testhossza 13 centiméter, testtömege 15-21 gramm.
|  |

## Természetvédelmi helyzete
Az elterjedési területe nagyon nagy, egyedszáma ismeretlen. A Természetvédelmi Világszövetség Vörös listáján nem fenyegetett fajként szerepel.